# 베이즈 게임
게임 이론에서 베이즈 게임(Bayesian game)은 베이즈 확률론의 관점을 이용하여 경기자의 상호작용의 결과를 모형화한 게임이다. 베이즈 게임은 미비정보(incomplete information)하에서의 게임의 해를 게임 이론을 통해 구할 수 있도록 했다는 점에서 의미가 있다.
베이즈 게임은 헝가리의 경제학자 존 하사니의 3편의 논문에서 소개되었다. 베이즈 게임이라는 개념을 도입한 존 하사니는 1994년 게임 이론에 대한 공헌으로 1994년 노벨 경제학상을 받았다.

## 불완전정보와 미비정보
완전정보와 불완전정보는 경기자가 상대 경기자가 어떤 행동을 사전에 알 수 있는지에 관한 것이고, 완비정보와 미비정보는 경기자가 상대방의 유형 또는 성향을 알고 있는지에 관한 것이다. 미비정보 게임에서는 상대방의 행동 뿐만 아니라 경기자의 유형에 따라서도 게임의 보수가 달라질 수 있으며, 보수함수가 모든 경기자의 주지사실이 아닌 경우를 게임 이론의 관점에서 분석할 수 있다.
어떠한 형태의 미비정보 게임이라도 가상의 경기자인 자연법칙이 확률적으로 움직이는 형태의 불완전정보 게임으로 변환할 수 있다.

## 게임의 구성요소
베이즈 게임은 경기자, 경기자의 행동 집합, 경기자의 유형 집합과 보수함수로 구성되어 있다. 행동 집합은 게임 내에서 경기자가 선택할 수 있는 행동의 집합을 말하며, 유형 집합은 경기자의 유형을 모은 집합이다. 집합 {\displaystyle S} 위의 확률을 {\displaystyle \triangle S}라 표기할 때, 베이즈 게임은 튜플 {\displaystyle (N,A,T,p,u)}로 표현할 수 있는데,
1. {\displaystyle N}은 경기자의 집합이다.
2. {\displaystyle A_{i}}는 경기자 {\displaystyle i}의 행동 집합이다.
3. {\displaystyle T_{i}}는 경기자 {\displaystyle i}의 유형 집합이다.
4. {\displaystyle p:\triangle T}는 경기자의 유형에 관한 결합확률이다.
5. {\displaystyle u_{i}:A\times T\to \mathbb {R} }는 경기자 {\displaystyle i}의 보수함수이다.

경기자  i의 전략은 경기자 i의 유형에 따른 행동계획으로 정의된다. 즉, 경기자 i의 순수전략은 함수 {\displaystyle s_{i}:T_{i}\to A_{i}}이고, 혼합전략은 함수 {\displaystyle \sigma _{i}:T_{i}\to \triangle A_{i}}이다.

## 게임의 균형
일반 게임에서는 상대방의 전략이 주어져 있다고 가정할 때의 최적반응이 내시 균형이다. 즉 다른 모든 경기자의 전략이 주어져 있는 상태에서 경기자가 일방적으로 행동을 바꿈으로서 더 높은 보수를 얻을 수 없다. 베이즈 게임에서도 유사한 개념을 정의할 수 있는데, 일반 게임과의 차이점은 상대방의 유형에 대한 믿음 체계(beliefs)를 바탕으로 자신의 기대 보수를 극대화한다는 점에 있다.
베이즈 내시 균형은 각각의 경기자가 상대방의 유형에 대한 자신의 믿음 체계와 상대방의 전략이 주어졌다고 가정할 때 자신의 기대 보수를 극대화하는 전략조합으로 정의된다. 모든 경기자 i에 대해서 다음 조건을 만족할 때 전략조합 {\displaystyle (s_{1}^{*},s_{2}^{*},...,s_{n}^{*})}은 베이즈 내시 균형이 된다. 여기서 {\displaystyle t_{i}\in T_{i}}는 개별 경기자의 유형이다.
{\displaystyle \forall i,\quad s_{i}^{*}\in \operatorname {arg} \max _{s_{i}'}\sum _{t_{-i}}p(t_{-i}|t_{i})u_{i}(s_{i}',s_{-i}^{*},t_{i},t_{-i})}

## 같이 보기
- 불완전 정보
- 베이즈 확률론